# Oğulpınar, Reyhanlı
Oğulpınar là một xã thuộc huyện Reyhanlı, tỉnh Hatay, Thổ Nhĩ Kỳ. Dân số thời điểm năm 2011 là 1.276 người.